# Pierre Durand
Pierre Durand (Saint-Seurin-sur-l'Isle, 16 februari 1955) is een Frans ruiter, die gespecialiseerd is in springen. Durand nam tweemaal deel aan de Olympische Zomerspelen en bij zij zijn tweede deelname in Seoel won hij de individueel de gouden medaille en de bronzen medaille in de landenwedstrijd. Twee jaar later tijdens de eerste Wereldruiterspelen eindigde hij als achttiende individueel en won in de landenwedstrijd de wereldtitel.

## Resultaten
- Olympische Zomerspelen 1984 in Los Angeles 14e individueel springen met Jappeloup de Luze
- Olympische Zomerspelen 1984 in Los Angeles 6e landenwedstrijd springen met Jappeloup de Luze
- Olympische Zomerspelen 1988 in Seoel  individueel springen met Jappeloup de Luze
- Olympische Zomerspelen 1988 in Seoel  landenwedstrijd springen met Jappeloup de Luze
- Wereldruiterspelen 1990 in Stockholm 18e individueel springen met Jappeloup de Luze
- Wereldruiterspelen 1990 in Stockholm  landenwedstrijd springen met Jappeloup de Luze

1900: Aimé Haegeman ·
1912: Jean Cariou ·
1920: Tommaso Lequio di Assaba ·
1924: Alphonse Gemuseus ·
1928: František Ventura ·
1932: Takeichi Nishi ·
1936: Kurt Hasse ·
1948: Humberto Mariles ·
1952: Pierre Jonquères d'Oriola ·
1956: Hans Günter Winkler ·
1960: Raimondo D'Inzeo ·
1964: Pierre Jonquères d'Oriola ·
1968: William Steinkraus ·
1972: Graziano Mancinelli ·
1976: Alwin Schockemöhle ·
1980: Jan Kowalczyk ·
1984: Joe Fargis ·
1988: Pierre Durand ·
1992: Ludger Beerbaum ·
1996: Ulrich Kirchhoff ·
2000: Jeroen Dubbeldam ·
2004: Rodrigo Pessoa ·
2008: Eric Lamaze ·
2012: Steve Guerdat ·
2016: Nick Skelton ·
2020: Ben Maher ·
2024: Christian Kukuk
- Bibliothèque nationale de France: cb12228696n (data)
- Gemeinsame Normdatei: 136032796
- International Standard Name Identifier: 0000 0000 8171 9340
- Library of Congress Control Number: n95059405
- Système universitaire de documentation: 159305012
- Virtual International Authority File: 105339706
- WorldCat: E39PBJjMxJQJF4PFvFfpdF7bVC